# Bravo (TV-kanal)
Bravo är en amerikansk kabel-tv-kanal, lanserad den 1 december, 1980. Kanalen ägs av NBC Universal och kanalens systerkanaler är NBC, USA Network, Sci-Fi Channel, CNBC och MSNBC. Bravo fokuserar ofta på reality, mode, makeover och kändisprogram. Kanalen sänder även program från NBC som Project Runway, Inside the Actors Studio, Kathy Griffin: My Life on the D-List, Fab 5, Top Chef, Step It Up and Dance och Flipping Out.